# (31180) 1997 YX3
(31180) 1997 YX3 est un astéroïde aréocroiseur découvert en 1997.

## Description
(31180) 1997 YX3 a été découvert le 22 décembre 1997 à la station de Xinglong, dans la province chinoise d'Hebei (Chine), par le Beijing Schmidt CCD Asteroid Program.

### Caractéristiques orbitales
L'orbite de cet astéroïde est caractérisée par un demi-grand axe de 2,78 ua, un périhélie de 1,61 ua, une excentricité de 0,42 et une inclinaison de 27,94° par rapport à l'écliptique. Du fait de ces caractéristiques, à savoir un demi-grand axe inférieur à 3,2 ua et un périhélie compris entre 1,3 et 1,666 ua, il croise l'orbite de Mars et est classé, selon la JPL Small-Body Database, comme astéroïde aréocroiseur (aréo venant de Arès).

### Caractéristiques physiques
(31180) 1997 YX3 a une magnitude absolue (H) de 14,4 et un albédo estimé à 0,072.